# Casa Locati
 (septembre 2023).
La casa Locati est un bâtiment historique de la ville de Milan en Italie.

## Histoire
Les travaux de construction du bâtiment, conçu par l'architecte Angelo Angelini, commencent en 1928 et sont achevés en 1930.

## Description
Le bâtiment occupe un coin de rue entre la via Giovanni Bellezza et la via Giulietta Pezzi, dans le centre-ville de Milan.
Le palais présente un style éclectique et se caractérise par des décorations très élaborées. La grande porte d'entrée est en arc en plein cintre, avec une clé de voûte ornée d'un mascaron. Ce dernier sert également de terminaison à une console qui soutient le petit balcon en forme de demi-cercle situé au-dessus.